# Cinegraphica
Das Cìnegraphica ist ein in den 1970er Jahren gebräuchliches Titelgerät für Schmalfilme.

## Funktionsweise
Um einem Hobbyfilmer die Möglichkeit zu schaffen, einen Film zu betiteln, war die Cinegraphica auf dem Markt gebräuchlich. Auf eine kleine Titeltafel wurden kleine Haftbuchstaben geklebt. Der Film wurde von der offenen Seite in das Gerät hinein projiziert. Filmbild und Text wurden über einen halb durchlässigen Spiegel zusammen in die Filmkamera aufgenommen. Durch eine fest in das Cinegraphica eingebaute Nahlinse war es möglich, eine auf dieser Ebene konstante Schärfe zu erreichen. Eine kleine Öffnung an der Außenseite des kastenförmigen Geräts ließ die Möglichkeit der Beleuchtung für die schwarzgründige Titelfläche zu.

## Sonstige Funktionen
Diapositive konnte man auch mit dem Gerät als Film aufnehmen. Statt des Films wird dann ein Dia projiziert. Ebenfalls ist es möglich 2 × 8 Filme auf Super-8 umzukopieren. Zu diesem Zweck wurde die Öffnung für den Titel verschlossen gehalten. Ebenfalls konnte man mit dem Cinegraphica Duplikate von vorhandenen Filmen erstellen.